# 竜ヶ森 (北秋田市・大館市)
竜ヶ森（りゅうがもり）とは、秋田県北秋田市と大館市にまたがる山である。

## 概要
竜ヶ森は大館市比内と北秋田市鷹巣の2市にまたがる森吉山の寄生火山である。森吉ダムや太平湖のすぐ北隣に位置し、太平湖をはさんで森吉山と対峙している。かつては山麓の大葛や明利又などに数多くの鉱山があり、また近年は造林業の場として生活色の濃い山として栄えてきた。遠くから見れば鍋を伏せたような山容である。山名は雨乞いの風習があったことから「竜神」に由来しているとされる。

## 登山

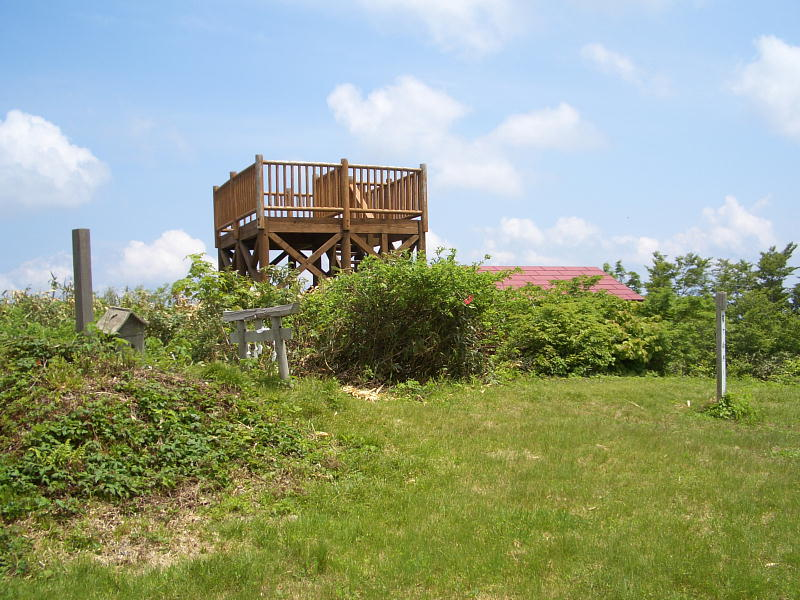
竜ヶ森山頂

山開きは1963年（昭和38年）から毎年6月1日に行われ、大館市と北秋田市と合同により山頂で安全祈願を行っている。山頂には山小屋が建ち、積雪時も利用できるようにスコップも据え付けられている。
登山コースは、大館市側からは、熟練者向きの最上コースと初心者向きの比内コースの2コースがある。北秋田市側からは、寒沢コース、小繋コース、東ノ又コースがある。竜ヶ森南方には小繋山 (1010m) があり、小繋コース方向から登ることができる。北秋田市側からは秋田県道111号桂瀬笹館線および林道を利用し、麓の竜ヶ森キャンプ場から寒沢、小繋、東ノ又の各登山口に車で移動できる。
竜ヶ森キャンプ場へは明利又集落から自動車で約40分程度である。キャンプ場を利用するためには、北秋田市の産業部商工観光課に申請書を提出する必要がある。キャンプ場内には、テントサイト、トイレ、夜間照明設備、休憩・宿泊施設「ドラゴンハウス」、炊事場・キャンプファイヤーサイトが完備されている。